# Tye Sheridan
Tye Kayle Sheridan (Elkhart, 11 novembre 1996) è un attore statunitense.
Ha debuttato a 15 anni con il film vincitore della Palma d'oro a Cannes The Tree of Life di Terrence Malick. Nel 2013 si aggiudica il Premio Marcello Mastroianni alla Mostra internazionale d'arte cinematografica di Venezia per la sua interpretazione nel film Joe.

## Biografia
Nato a Elkhart, una piccola cittadina a est del Texas, a circa tre ore a nord da Houston. Figlio di Bryan e Stephanie Sheridan, ha una sorella più giovane, Madison. Ha frequentato il sistema scolastico indipendente di Elkhart dai tempi dell'asilo, e ogni anno ha sempre ottenuto buoni risultati. Oltre al successo scolastico, ha praticato diversi sport come il baseball e il football.
Tye ha iniziato molto presto la sua carriera cinematografica interpretando il ruolo di Steve in The Tree of Life di Terrence Malick, film che ha vinto la Palma d'oro alla 64ª edizione del Festival di Cannes. Nel 2012 interpreta il ruolo di Ellis nel film di Jeff Nichols, Mud. Nel 2013 è il co-protagonista con Nicolas Cage del film Joe, diretto da David Gordon Green, dove interpreta il ruolo di Gary. Per questa interpretazione ha ricevuto il premio Marcello Mastroianni per il miglior attore emergente alla 70ª Mostra internazionale d'arte cinematografica di Venezia. Dal 2016 al 2019 interpreta Ciclope in X-Men - Apocalisse e in X-Men: Dark Phoenix. Nel 2018 ha recitato nel film di Steven Spielberg Ready Player One, nel ruolo di Wade Watts/Parzival.

## Filmografia

### Attore

#### Cinema
- The Tree of Life, regia di Terrence Malick (2011)
- Mud, regia di Jeff Nichols (2012)
- Joe, regia di David Gordon Green (2013)
- The Forger - Il falsario (The Forger), regia di Philip Martin (2014)
- Entertainment, regia di Rick Alverson (2015)
- Gli ultimi giorni nel deserto (Last Days in the Desert), regia di Rodrigo García (2015)
- Effetto Lucifero (The Stanford Prison Experiment), regia di Kyle Patrick Alvarez (2015)
- Dark Places - Nei luoghi oscuri (Dark Places), regia di Gilles Paquet-Brenner (2015)
- Manuale scout per l'apocalisse zombie (Scouts Guide to the Zombie Apocalypse), regia di Christopher Landon (2015)
- Detour - Fuori controllo (Detour), regia di Christopher Smith (2016)
- X-Men - Apocalisse (X-Men: Apocalypse), regia di Bryan Singer (2016)
- Il destino di un soldato (The Yellow Birds), regia di Alexandre Moors (2017)
- All Summers End, regia di Kyle Wilamowski (2017)
- Ready Player One, regia di Steven Spielberg (2018)
- Friday's Child, regia di A.J. Edwards (2018)
- Deadpool 2, regia di David Leitch (2018) - cameo non accreditato
- The Mountain, regia di Rick Alverson (2018)
- X-Men: Dark Phoenix (Dark Phoenix), regia di Simon Kinberg (2019)
- I segreti della notte (The Night Clerk), regia di Michael Cristofer (2020)
- Voyagers, regia di Neil Burger (2021)
- Il collezionista di carte (The Card Counter), regia di Paul Schrader (2021)
- Il bar delle grandi speranze (The Tender Bar), regia di George Clooney (2021)
- Città d'asfalto (Black Flies), regia di Jean-Stéphane Sauvaire (2023)
- The Order, regia di Justin Kurzel (2024)

#### Televisione
- L'uomo di casa (Last Man Standing) - serie TV, 3 episodi (2014)
- Wireless - serie TV, (2020)

### Produttore
- I segreti della notte (The Night Clerk), regia di Michael Cristofer (2020)
- Città d'asfalto (Black Flies), regia di Jean-Stéphane Sauvaire (2023)

## Doppiatori italiani
Nelle versioni in italiano nelle opere in cui ha recitato, è stato doppiato da:
- Manuel Meli in The Forger - Il falsario, Dark Places - Nei luoghi oscuri, X-Men - Apocalisse, X-Men: Dark Phoenix, Il bar delle grandi speranze
- Federico Campaiola in Ready Player One, Voyagers, Il collezionista di carte
- Federico Bebi in Mud, Joe, Manuale scout per l'apocalisse zombie
- Mirko Cannella in Città d'asfalto, The Order
- Alessio Puccio in Il destino di un soldato
- Andrea Oldani in Effetto Lucifero
- Omar Vitelli in Detour-Fuori Controllo
- Davide Perino in I segreti della notte

## Riconoscimenti
- 2013 – Mostra internazionale d'arte cinematografica di Venezia
  - Premio Marcello Mastroianni per Joe